# Episodi di Highlander (terza stagione)
La terza stagione della serie televisiva Highlander, composta da 22 episodi, andò in onda 
tra il 1995 e il 1996.
La terza stagione viene trasmessa dal 10 settembre 2012 su Italia 2.
| nº | Titolo originale         | Titolo italiano          | Prima TV USA      | Prima TV Italia |
| -- | ------------------------ | ------------------------ | ----------------- | --------------- |
| 1  | The samurai              | Il samurai               | 26 settembre 1994 | 1995            |
| 2  | Line of fire             | Linea di fuoco           | 3 ottobre 1994    | 1995            |
| 3  | The revolutionary        | Il rivoluzionario        | 10 ottobre 1994   | 1995            |
| 4  | The cross of St. Antoine | La croce d'oro           | 17 ottobre 1994   | 1995            |
| 5  | Rite of Passage          | L'iniziazione            | 24 ottobre 1994   | 1995            |
| 6  | Courage                  | Il coraggio              | 31 ottobre 1994   | 1995            |
| 7  | The Lamb                 | L'agnello                | 7 novembre 1994   | 1995            |
| 8  | Obsession                | Ossessione               | 14 novembre 1994  | 1995            |
| 9  | Shadows                  | Ombre                    | 21 novembre 1994  | 1995            |
| 10 | Blackmail                | Ricatto                  | 28 novembre 1994  | 1995            |
| 11 | Revenge                  | Vendetta                 | 30 gennaio 1995   | 1996            |
| 12 | They also serve          | Anche loro combattono    | 6 febbraio 1995   | 1996            |
| 13 | Blind faith              | Cieco destino            | 13 febbraio 1995  | 1996            |
| 14 | The song of executioner  | La ballata del carnefice | 20 febbraio 1995  | 1996            |
| 15 | Star crossed             | Ritorno a Parigi         | 27 febbraio 1995  | 1996            |
| 16 | Methos                   | Il primo immortale       | 6 marzo 1995      | 1996            |
| 17 | Take back the night      | Ritorno nella notte      | 24 aprile 1995    | 1996            |
| 18 | Testimony                | La testimonianza         | 1º maggio 1995    | 1996            |
| 19 | Mortal sins              | Peccati mortali          | 8 maggio 1995     | 1996            |
| 20 | Reasonable doubt         | Il dubbio                | 15 maggio 1995    | 1996            |
| 21 | Finale-Part 1            | Partita finale-Parte 1   | 22 maggio 1995    | 1996            |
| 22 | Finale-Part 2            | Partita finale-Parte 2   | 29 maggio 1995    | 1996            |

## Il samurai
- Titolo originale: The Samurai
- Diretto da: Dennis Berry
- Scritto da: Naomi Janzen

### Trama
Dopo che Midori Koto vede suo marito, il ricco industriale Michael Kent, uccidere il suo amante, lei uccide Kent e corre da MacLeod in cerca di protezione. Lei ricorda a MacLeod di una promessa di protezione che il suo "antenato" (che non è nessun altro che MacLeod stesso) fece alla sua famiglia oltre 200 anni prima. I flashback mostrano la storia di come MacLeod ottenne aiuto e istruzione dal samurai Hideo Koto dopo che MacLeod sbarcò naufrago in Giappone. Hideo diventa amico di MacLeod - nonostante la pena di morte che vige nel Giappone isolazionista dell'epoca per tutti coloro che aiutano i "barbari". Quando Hideo riceve l'ordine del suo signore feudatario di fare il seppuku (suicidio rituale) a causa del suo crimine, MacLeod accetta suo malgrado di fargli da secondo. Egli promette a Hideo che proteggerà sempre la famiglia di Koto ed egli riceve in dono la spada Katana Testa di Drago che usa a tutt'oggi. Ritornati al presente, MacLeod scopre che Kent è un Immortale e non è morto come crede la moglie Midori. Per non portare disonore al nome della sua famiglia, Midori ritorna da Kent. Kent combatte con MacLeod vicino alla tomba dell'amico e maestro Hideo Koto e MacLeod lo decapita mantenendo la promessa fatta alla famiglia di Koto e libera Midori dal suo matrimonio senza amore.
- Guest Star: Tamlyn Tomita (Midori Koto), Stephen McHattie (Michael Kent), Robert Ito (Hideo Koto)

## Linea di fuoco
- Titolo originale: Line of fire
- Diretto da: Clay Borris
- Scritto da: David Tynan

### Trama
Donna, una ragazza che qualche anno prima era stata fidanzata di Richie, ritorna con il suo bambino di 18 mesi - che lei sostiene essere di Richie! Mentre MacLeod ricorda lui che è impossibile, in quanto gli Immortali non possono avere figli, Richie vede questa come una opportunità di avere la famiglia che non ha mai avuto e che credeva di non potere mai avere. Quando Kern, uno spietato Immortale, arriva in città, a MacLeod torna alla memoria del suo figlio adottivo, Kahani. Kahani e sua madre Piccolo Cervo, nativa americana Sioux, furono massacrati oltre cento anni prima dai soldati americani, le giacche blu, guidati da Kern, allora uno scout mercenario. MacLeod è ansioso di pareggiare i conti. Quando Donna trova la spada di Richie e gli domanda a cosa gli possa servire, Richie non sa cosa dire. MacLeod suggerisce a Richie che sarebbe meglio e più sicuro fare in modo che Donna e il bambino se ne vadano via. Quando la sua nuova famiglia viene aggredita da Kern, Richie capisce che MacLeod ha ragione. Mentre MacLeod libera il mondo dallo spietato Kern, Richie lascia andare via la sola famiglia che potrebbe avere.
- Guest Star: Randall "Tex" Cobb (Kern), Chandra West (Donna), Michelle Thrush (Piccolo Cervo)

## Il rivoluzionario
- Titolo originale: The revolutionary
- Diretto da: Dennis Berry
- Scritto da: Peter Mohan

### Trama
Il popolo di una piccola nazione Balcanica è sottomessa dall'oppressione di un dittatore. Coloro che lottano per liberare il paese sono guidati da Paul Karros, un vibrante e carismatico leader. Karros è un Immortale che fu schiavo sotto l'oppressione di Roma e combatté per la sua libertà con Spartacus. Da allora, ovunque ci fosse stato un popolo oppresso che combatteva per la propria libertà, Karros combatteva al suo fianco. Karros e la sua assistente, Mara, si sono recati negli Stati Uniti per avere supporto alla loro causa. MacLeod e Karros combatterono insieme nella Rivoluzione Messicana e Karros tenta di convincere MacLeod a combattere anche per questa causa. MacLeod rifiuta, ma Charlie è tentato di seguire la causa e Mara. Quando Padre Stefan, un collegamento locale, viene ferito gravemente in un tentato omicidio, MacLeod capisce che Karros è determinato a combattere la guerra ad ogni costo - anche al costo di sabotare i negoziati di pace uccidendo coloro che credono in lui. Quando Mara scopre la verità, lei glielo dice. Karros risponde a questo fatto tentando di ucciderla. MacLeod è costretto a combattere e sconfiggere il suo vecchio compagno. Quando Mara ritorna a casa sua nei Balcani, Charlie va con lei per aiutare il popolo nella ricostruzione.
- Guest Star: Miguel Fernandes (Paul Karros), Liliana Komorowska (Mara), Lisa Howard (Anne Lindsey)

## La croce d'oro
- Titolo originale: The cross of St. Antoine
- Diretto da: Mario Azzopardi
- Scritto da: Karen Harris

### Trama
Dawson ha una nuova fidanzata, l'esperta di storia dell'arte Lauren Gale, e un nuovo stile di vita. Sfortunatamente, una sera Dawson arriva alla casa di Lauren ed è testimone del suo assassinio. Scopriamo che l'assassino è Armand Thorne, benefattore del Museo di antichità Thorne, il quale era stato investigato da Lauren per il traffico di opere d'arte. MacLeod trova una vecchia croce d'oro in mostra nel museo di Thorne, una croce che un centinaio di anni prima era stata rubata a un prete che era protetto da MacLeod. Armand Thorne, scopre MacLeod, non è nessun altro che John Durgan, il cacciatore Immortale che rubò la croce dopo avere ucciso il prete. MacLeod convince Amanda ad interrompere 
il suo ritiro dall'attività di ladra per aiutarlo a rubare la croce dal museo costringendo in tal modo Thorne ad uscire dalla sua inespugnabile fortezza. MacLeod combatte con Thorne, prendendo la sua testa, e alla fine riesce a portare a compimento la sua promessa di far tornare alla chiesa la Croce di Sant'Antonio.
- Guest Star: Elizabeth Gracen (Amanda), David Longworth (padre Peter), e Brion James (John Durgan)

## L'iniziazione
- Titolo originale: Rite of Passage
- Diretto da: Mario Azzopardi
- Scritto da: Karen Harris

### Trama
Michelle Webster, la figlia adolescente e ribelle di Craig e Nancy, amici di MacLeod, dopo avere litigato con i genitori si allontana da casa a tutta velocità con la propria auto e finisce fuori strada. La dottoressa Anne Lindsey fa del suo meglio per salvare Michelle, ma ormai è troppo tardi. MacLeod giunge all'ospedale per portare conforto ai genitori della ragazza distrutti dalla disgrazia - e porta via dall'obitorio la loro figlia che per la prima volta scopriamo essere Immortale. Lui prova a istruirla nelle arti dell'Immortalità, ma Michelle è interessata solo al divertimento. Lei incontra l'Immortale Axel Whittaker che le promette di darle tutto il divertimento e l'avventura che lei possa immaginare se solo lei decide di restare con lui. In un flashback, si vede Axel che usa le belle giovani Immortali come esca per dare la caccia ad altri Immortali e quando non gli servono più lui le decapita lui stesso - MacLeod aveva rischiato di cadere in questa trappola nel 1896 a Boston. Axel usa Michelle per attirare MacLeod sul suo yacht, dove loro ricominciano il combattimento interrotto cento anni prima. MacLeod batte Axel. Michelle, testimone della potenza della Reminiscenza, accetta di essere addestrata come una Immortale sotto la protezione di Amanda.
- Guest Star: Rob Stewart (Axel Whittaker), Gabrielle Miller (Michelle Webster), Alan Scarfe (Craig), Elizabeth Gracen (Amanda)

## Il coraggio
- Titolo originale: Courage
- Diretto da: Charles Wilkinson
- Scritto da: Nancy Heiken

### Trama
Brian Cullen, un vecchio amico di MacLeod, è distrutto da secoli di combattimenti e si è rifugiato nell'alcool e nella droga per trovare il coraggio di continuare Il Gioco. Cullen ha uno scontro con Richie ed ora è sulle sue tracce per avere la sua testa. Mentre si sta divertendo a inseguire Richie su una strada di montagna, Cullen si schianta con la sua auto contro un autobus pieno di passeggeri, uccidendone alcuni. MacLeod prova a convincere Cullen, che una volta era conosciuto come il più grande dei guerrieri, per fare in modo che smetta di drogarsi, ma un Cullen paranoico crede che MacLeod lo stia semplicemente raggirando. Alla fine, MacLeod non ha scelta di confrontarsi con l'amico e lo decapita.
- Guest Star: John Pyper-Ferguson (Brian Cullen), Stefan Arngrim (Harry)

## L'agnello
- Titolo originale: The Lamb
- Diretto da: Dennis Berry
- Scritto da: J.P. Couture

### Trama
Cosa succede a un bambino che diventa immortale prima della pubertà? MacLeod e Richie incontrano Kenny, di 10 anni, il quale chiede a loro protezione perché l'Immortale che lo accudiva come un padre è stato decapitato. Kenny, scopriamo, non è il dolce agnellino che sembra essere. Egli è immortale da oltre 800 anni, ed è sopravvissuto dopo avere decapitato altri Immortali che avevano creduto alla sua innocenza proteggendolo - e lui aveva ricambiato questo loro aiuto decapitandoli. Kenny prova a fare lo stesso con MacLeod, ma è continuamente disturbato dalla presenza di Anne. Kenny allora prova a togliere di mezzo Anne, ma MacLeod, intuisce la verità su Kenny, e riesce a salvarla. A questo punto MacLeod cerca Kenny per impedirgli di uccidere ancora, ma Kenny riesce a scappare salendo su uno scuolabus di bambini innocenti.
- Guest Star: Myles Ferguson (Kenny), Eric Keenleyside (Dallman Ross)

## Ossessione
- Titolo originale: Obsession
- Diretto da: Charles Wilkinson
- Scritto da: Lawrence Shore

### Trama
L'immortale David Keogh, una volta assoggettato alla servitù debitoria, è un rinomato artigiano deciso a sposare il suo amore, Jill. Sfortunatamente, Jill non è d'accordo. Nonostante che lei fosse stata innamorata di Keogh, una volta venuta a sapere del segreto della sua Immortalità non è riuscita ad accettarlo. Ora Keogh non la vuole lasciare andare via e lei si reca da MacLeod per essere aiutata, perché Keogh lo conosce e rispetta e forse lo ascolta. Ma Keogh non sente ragione, sempre più convinto che lei abbia bisogno di lui tanto quanto lui ha bisogno di lei. Nei flashback, vediamo un tempo nella vita di MacLeod quando pure lui fu colpito da un amore ossessivo per una donna che non poteva avere. Quando Jill muore in un tragico incidente nel tentativo di scappare da Keogh, Keogh sfida MacLeod per avere vendetta.
- Guest Star: Cameron Bancroft (David Keogh), Nancy Sorel (Jill), Sherry Miller (Sarah Carter), Duncan Fraser (Renquist)

## Ombre
- Titolo originale: Shadows
- Diretto da: Charles Wilkinson
- Scritto da: David Tynan

### Trama
MacLeod è tormentato dalla visione della sua morte, decapitato da una misteriosa oscura figura incappucciata. Anne prova a convincerlo a cercare aiuto da un dottore, ma nel contempo lui rincontra il suo vecchio amico Garrick, che ha trascorso molti secoli impegnato nello studio della mente. MacLeod ricorda Garrick nel XVII secolo, quando MacLeod riesce a stento a sfuggire al rogo scambiato per un servo del demonio. Quello che MacLeod non sa è che Garrick non è riuscito a scappare anch'egli. Garrick convince MacLeod che l'oscura figura incappucciata è una presenza ancestrale che esiste per combattere gli Immortale e che l'unica maniera per sconfiggerla è quella di non combatterla, accettandola per quello che è. Quando MacLeod, distrutto ed esausto, si trova faccia a faccia con lo spettro per l'ultima volta, abbassa la spada e si rifiuta di combatterlo, la figura sta per ottenere la testa di MacLeod, quando all'ultimo momento MacLeod capisce che l'incappucciato è Garrick, alla ricerca della vendetta per non essersi salvato anch'egli dal rogo secoli prima. Nella scena finale, Anne, frustrata del fatto che MacLeod non si apra a lei, chiude la loro relazione, lasciandolo.
- Guest Star: Garwin Sanford (Garrick)

## Ricatto
- Titolo originale: Blackmail
- Diretto da: Paolo Barzman
- Scritto da: Morrie Ruvinsky

### Trama
L'avvocato Robert Waverly sta lasciando l'appartamento della sua amante con la sua videocamera quando vede MacLeod impegnato in un combattimento con un altro Immortale. Waverly registra tutto con la videocamera - il combattimento, la decapitazione e la Reminiscenza. Successivamente egli tenta di fare un patto con MacLeod: se MacLeod uccide sua moglie Barbara allora lui non darà la registrazione alla polizia. Quando Kurlow, amico dell'Immortale ucciso da MacLeod e registrato su nastro, arriva dopo MacLeod, Waverly, non consapevole di quello con cui ha a che fare, propone un altro patto: alla maniera di "L'altro uomo" Waverly ucciderà Kurlow e MacLeod ucciderà sua moglie, e nessuno sospetterà alcunché. Waverly combatte con Kurlow, il quale lo uccide senza alcuna difficoltà e MacLeod riesce così a salvare la moglie di Waverly e uccidere in combattimento Kurlow.
- Guest Star: Bruce Dinsmore (Robert Waverly), Barbara Tyson (Barbara), Anthony de Longis (Kurlow), Kelly Fiddick (Johnny)

## Vendetta
- Titolo originale: Revenge
- Diretto da: George Mendeluk
- Scritto da: Alan Swayze

### Trama
Per salvare la propria pelle, il meschino teppista Benny Carbassa inganna MacLeod per portarlo da un anziano gangster deciso a ucciderlo prima di morire lui stesso. Nel frattempo Anne ritorna, convinta della morte di MacLeod avvenuta anni addietro. Nei flashback, si assiste al primo incontro tra MacLeod e Benny, nel 1938 al Coconut Lounge, un club di proprietà di due fratelli rivali in amore per la giovane cantante.
- Guest Star: Tony Rosato (Benny Carbassa), Ken Pogue (Simon Lang), Tamara Gorski (Peggy McCall), Stella Stevens (Margaret Lang)

## Anche loro combattono
- Titolo originale: They also serve
- Diretto da: Paolo Barzman
- Scritto da: Lawrence Shore

### Trama
L'Immortale di recente formazione Michael Christian ha avuto una serie di combattimenti fortunati, ottenendo un grande numero di teste di avversari disarmati e in momenti in cui erano vulnerabili, inclusa May-Ling Shen, colei che aveva insegnato le arti marziali a MacLeod nella Mongolia del 1780. L'Osservatrice di Christian, Rita Luce, sta facendo di più che la semplice osservatrice, ma sta fornendo a Christian informazioni riservate sugli altri immortali e sulle loro debolezze. MacLeod, ignaro di Christian, si ritira per meditare nel suo rifugio su terra consacrata lasciando deliberatamente la spada a casa. Il tutto è nelle mani di Joe Dawson che deve capire il segreto di Rita prima che Christian riesca a sconfiggere MacLeod.
- Guest Star: Mary Woronov (Rita Luce), Michael Anderson Jr., Barry Pepper (Michael Christian), Vivian Wu (May-Ling Shen)

## Cieco destino
- Titolo originale: Blind faith
- Diretto da: Jerry Ciccoritti
- Scritto da: Jim Makichuk

### Trama
Quando un capo religioso, John Kirin, muore sul tavolo operatorio di Anne e ritorna in vita, coloro che lo seguono si convincono di avere assistito ad un miracolo. MacLeod lo conosce meglio. Rivede in Kirin, in passato conosciuto con il nome di Kage, l'uomo che massacrò dei partigiani durante la Guerra Civile Spagnola e che abbandonò dei bambini cambogiani al tragico destino di essere trucidati dai Khmer Rossi. Kirin afferma che questa ultima esperienza gli ha cambiato la vita per sempre, trasformandolo dall'uomo di guerra che era ad essere un uomo di pace. Quando un reporter che è alla ricerca di notizie su Kirin viene ucciso nel dojo di MacLeod, MacLeod si convince che Kirin ne è il responsabile. Kirin insiste nel dire di essere innocente e capisce che il vero assassino è Matthew, uno dei discepoli a lui più difesi e che quest'ultimo ha agito nel tentativo di proteggerlo. Kirin affronta un Matthew disilluso, che tenta di uccidere Kirin prima di morire lui stesso sotto una pioggia di proiettili della polizia. Nell'ultima scena dell'episodio, Kirin e MacLeod si sono riappacificati e Kirin si incammina per la sua strada, speranzoso di potere fare del bene in un altro luogo.
- Guest Star: Conrad Dunn (Matthew), Richard Lynch (John Kirin)

## La ballata del carnefice
- Titolo originale: The song of executioner
- Diretto da: Paolo Barzman
- Scritto da: David Tynan

### Trama
Nel XVII secolo, MacLeod ottiene rifugio per un breve periodo di tempo in un monastero fondato da Paul, un altro Immortale. Qui incontra Kalas, un monaco Immortale che ha una voce celestiale. Quando MacLeod scopre che Kalas sfida e decapita in maniera sistematica gli Immortali che lasciano il santuario, MacLeod e Paul espellono Kalas dal monastero, separandolo dalla musica che era la sua vita. Ora nel presente, Paul e il suo coro sono stati invitati ad uscire dal loro monastero per un tour di concerti. Quando Paul scompare dopo un concerto, MacLeod scopre che Kalas ha ottenuto la sua vendetta. Nel frattempo, due morti misteriose avvenute all'ospedale portano a sospettare della negligenza di Anne. Successivamente, quando vengono scoperte delle droghe nel bar di Joe, il quadro si dipana e si comprende che Kalas sta provando a distruggere tutti gli amici di MacLeod prima di affrontarlo. MacLeod combatte con Kalas e scopre che Kalas è un valido combattente, meglio di quanto immaginasse, e quasi sta per essere sconfitto. Per salvare se stesso, MacLeod si butta dalle tribune alte della sala concerti, atterrando, morto, vicino ad Anne sulle poltrone sottostanti. Kalas scappa e MacLeod è costretto ad abbandonare la sua vita negli Stati Uniti e volare in Francia, lasciando credere ad Anne di essere morto.
- Guest Star: David Robb (Kalas), Eugene Lipinski (Paul)

## Ritorno a Parigi
- Titolo originale: Star crossed
- Diretto da: Paolo Barzman
- Scritto da: Jim Makichuk

### Trama
MacLeod è accolto all'aeroporto in Francia dal suo vecchio amico, Hugh Fitzcairn. Per la prima volta dopo 350 anni che lo conosce, Fitz si è sistemato come professore alla Scuola di Cucina e Pasticceria Le Cordon Bleu, con l'amore della sua vita, Naomi. Dei flashback mostrano il primo incontro tra MacLeod e Fitz, quando MacLeod proteggeva la figlia del Doge di Verona dalle proposte amorose di Fitz, nel 1637. Quando il geloso ex fidanzato di Naomi viene trovato morto vicino a un computer che sul monitor mostra le false credenziali professionali di Fitz, quest'ultimo fugge dalla Polizia. MacLeod capisce che Fitz è perseguitato da Kalas, che lo ha seguito dagli Stati Uniti. Kalas combatte con Fitz e ne ottiene la testa mentre MacLeod guarda, impossibilitato ad interferire.
- Guest Star: Roger Daltrey (Hugh Fitzcairn), David Robb (Kalas) e Michel Modo (Maurice)

## Il primo immortale
- Titolo originale: Methos
- Diretto da: Dennis Berry
- Scritto da: J. P. Couture

### Trama
Quando due Osservatori vengono uccisi da Kalas, Joe capisce che Kalas è alla ricerca di Methos, il mitico "primo Immortale". MacLeod sa che, con l'uccisione di Methos, Kalas diventerebbe forte abbastanza per batterlo. Kalas e MacLeod iniziano una gara per essere i primi a trovare Methos. Nel frattempo, Richie tenta la sua strada come pilota in una squadra di gare in motocicletta e il campione, Basil, inizia ad essere nervoso. I flashback portano a Parigi negli anni '20, quando Kalas, allora conosciuto come Antonio Neri, era una stella del mondo dell'opera. Quando Kalas tenta di assassinare una giovane cantante protetta da MacLeod, loro combattono. Kalas scappa, ma non prima che MacLeod gli infligga una ferita alle corde vocali che segnano la fine di un'esistenza dedicata al canto fin dal Medio Evo. Kalas trova Methos e inizia la battaglia, ma Methos capisce che non è in grado di sconfiggere Kalas, cosicché scappa e offre la sua testa a MacLeod. MacLeod rifiuta e tenta lui stesso di sconfiggere Kalas in combattimento, ma quando il combattimento si sta per concludere arriva la polizia guidata da Methos che lo fa arrestare per l'uccisione dei due Osservatori.
- Guest Star: David Robb (Kalas), Peter Wingfield (Methos) e Carmen Champlin (Maria Campolo)

## Ritorno nella notte
- Titolo originale: Take back the night
- Diretto da: Paolo Barzman
- Scritto da: Alan Swayze

### Trama
Quando l'Immortale Ceirdwyn e suo marito vengono presi di mira da una gang di strada che a colpi di pistola uccidono l'uomo e credono di avere ucciso anche la donna, quest'ultima riporta alla luce le sue origini e la sua natura di guerriera celtica per compiere la sua vendetta sulla gang, per ucciderli uno alla volta. McLeod, mentre sta guardando Richie ottenere i suoi successi in pista, pizzica un giovane borseggiatore, Paolo, fratello di uno della banda di assassini, e si trova coinvolto nella vendetta di Ceirdwyn. MacLeod, conosce Ceirdwyn/Flora MacDonald fin da prima che entrambi aiutassero il Principe Carlo a scappare come profugo dalla Scozia nel 1746, e sente che deve fermarla e farle capire che la vendetta non è la risposta - una lezione che lei diede a MacLeod nel periodo sanguinario successivo a Culloden. In risposta, Ceirdwyn aiuta MacLeod a vedere che, anche amare un mortale mette in pericolo il mortale, ma sta al mortale decidere se correre il rischio. MacLeod telefona a Anne. Contemporaneamente, Richie "muore" in un incidente durante una gara, un incidente nel quale muore anche il campione, Basil.
- Guest Star: Kim Johnston Ulrich (Ceirdwyn), Michel Modo (Maurice), Benjamin Pullen (Principe Carlo)

## La testimonianza
- Titolo originale: Testimony
- Diretto da: Dennis Berry
- Scritto da: David Tynan

### Trama
MacLeod decide di dire ad Anne la verità sull'Immortalità e lei vola a Parigi per stare con lui. All'uscita dell'aeroporto, Anne aiuta a salvare la vita ad una giovane donna, Tasha, che agisce come corriere di droga per la mafia russa. Tasha è la fidanzata di Kristov, il capo della banda russa e nella storia passata il capo di una banda di Cosacchi che MacLeod incontrò sulla via dell'Oriente nel 1750. Preoccupata per Tasha, Anne prova a convincerla a testimoniare contro Kristov, mentre Kristov è determinato ad uccidere la ragazza prima che possa testimoniare. Richie è rapito da Kristov che lo tiene in ostaggio. MacLeod deve scegliere tra uccidere Kristov o salvare Richie, ma Richie riesce a liberarsi e cercando la sua strada per diventare un vero Immortale combatte ed uccide Kristov.
- Guest Star: Alexis Daniel (Kristov), Selina Giles (Tasha)

## Peccati mortali
- Titolo originale: Mortal Sins
- Diretto da: Mario Azzopardi
- Scritto da: Lawrence Shore

### Trama
Padre Bernard ha un segreto in fondo alla Senna da oltre 50 anni. Quando l'Immortale Ernest Daimler, il Maggiore Nazista che da bambino Bernard ha ucciso e buttato nel fiume, ritorna in vita e ricompare nella sua chiesa non invecchiato di un giorno. Padre Bernard capisce che lui è come MacLeod. Come da bambino, Bernard rivede MacLeod morire e rivivere durante una missione della Resistenza francese e del quale fatto ha sempre mantenuto il segreto. Padre Bernard va da MacLeod in cerca di aiuto. Contemporaneamente, Anne dice a MacLeod di essere incinta - di un altro uomo nel quale ha cercato conforto dopo la "morte" di MacLeod. MacLeod prova e riesce a realizzare l'idea di diventare padre. Quando Daimler uccide Padre Bernard e si accinge a fare lo stesso con Anne, MacLeod lo uccide con la donna come testimone e questo le permette di capire cosa veramente significhi fare parte della vita di MacLeod. Incapace di convivere con la parte di sé che era felice di vedere Daimler morire, Anne lascia MacLeod.
- Guest Star: Andrew Woodall (Ernst Daimler), Roger Bret (Padre Bernard)

## Il dubbio
- Titolo originale: Reasonable doubt
- Diretto da: Dennis Berry
- Scritto da: Elizabeth Baxter

### Trama
Quando un disegno di Leonardo Da Vinci di inestimabile valore viene rubato a un amico di MacLeod in una rapina nella quale sono rimasti uccise le due guardie, MacLeod si offre di agire come intermediario nello scambio per il recupero dell'oggetto trafugato. Egli scopre che il disegno è stato rubato da Kagan, un Immortale che ha già incontrato una volta a Parigi nel 1930 e anche quella volta l'uomo stava derubando una banca uccidendo senza pietà delle persone innocenti e proprio per quest'ultimo gesto MacLeod uccise il suo mentore. Nel frattempo, Maurice chiede a MacLeod di parlare con la sua irrequieta nipote, Simone. Si scopre che Simone ha più problemi di quanto immagini Maurice - lei fa la prostituta ed è complice di Kagan. MacLeod trova Kagan, il quale professa la sua innocenza nell'uccisione delle guardie e promette di cambiare stile di vita se MacLeod lo aiuterà. Quando Simone, l'unica testimone dell'uccisione delle guardie da parte di Kagan, viene uccisa, MacLeod comprende che Kagan non potrà mai cambiare e lo sfida ottenendone la testa.
- Guest Star: Paudge Behan (Kagan), Geraldine Cotte (Simone), Michel Modo (Maurice), Dolores Chaplin (Clarise), Robert Cavanah (Franklin Waterman)

## Partita finale-Parte 1
- Titolo originale: Finale-Part 1
- Diretto da: Mario Azzopardi
- Scritto da: David Tynan

### Trama
Accidentalmente Amanda aiuta Kalas a scappare dalla prigione nel tentativo di aiutare MacLeod uccidendo Kalas lei stessa. Dopo un attentato alla vita di Maurice sventato da MacLeod, Kalas rapisce Amanda per usarla come esca per MacLeod, ma Amanda riesce a scappare. Contemporaneamente, Christine Salzer, la vedova di un Osservatore ucciso da Kalas (nell'episodio "Methos") decide di ottenere la sua rivincita sugli Immortali e sugli Osservatori portando i loro segreti alla conoscenza dei media. Dawson e Methos si uniscono per provare a fare cambiare idea a Christine, ma lei è decisa di portare un CD contenente tutti i nomi e i dati degli Immortali e degli Osservatori a un editore. Dawson, disperato, prova ad ucciderla all'ingresso della redazione del quotidiano, ma è fermato da MacLeod e Methos. Christine entra nell'edificio e gli Immortali e l'Osservatore comprendono che le loro vite stanno cambiando per sempre.
- Guest Star: Elizabeth Gracen (Amanda), David Robb (Kalas), Peter Wingfield (Methos), Michel Modo (Maurice) e Roland Gift (Xavier St. Cloud)

## Partita finale-Parte 2
- Titolo originale: Finale-Part 2
- Diretto da: Dennis Berry
- Scritto da: David Tynan

### Trama
Mentre Christine dice la sua storia all'editore del quotidiano, MacLeod e Amanda, consapevoli che il loro mondo sta per finire, ammettono finalmente di amarsi l'un l'altra. Kalas uccide Christine e l'editore e ruba il disco del computer prima che loro abbiano la possibilità di diffondere la storia. Kalas propone a MacLeod uno scambio - MacLeod si fa decapitare o il contenuto del disco viene reso pubblico. Dawson e gli Osservatori tentano di trovare Kalas, ma l'unica cosa che ottengono è l'uccisione di altri Osservatori. Methos prova a parlare a MacLeod, ma MacLeod accetta di combattere con Kalas in cima alla Torre Eiffel. Kalas è sconfitto e la Reminiscenza, amplificata dalla Torre, manda in sovraccarico la rete elettrica tanto da distruggere tutti i computer nelle vicinanze - incluso quello di Kalas. Le informazioni sul disco sono distrutte e gli Immortali e gli Osservatori conservano il loro anonimato.
- Guest Star: Elizabeth Gracen (Amanda), David Robb (Kalas), Peter Wingfield (Methos)